# Ragyogj!
A Ragyogj! (eredeti cím: Shine) 1996-ban bemutatott ausztrál filmdráma, melyet Scott Hicks rendezett, a forgatókönyvet Hicks története alapján Jan Sardi írta. A főszerepet Geoffrey Rush játssza.

## Történet
A film David Helfgott (Geoffrey Rush), egy gyerekkora óta zseniális zongoraművész igaz történetét meséli el, akit apja kis kora óta állandó gyakorlásra kényszerít. A szigorú és szadista apai nevelés hatására Davidből zárkózott egyéniség lesz, később pedig súlyos viselkedési zavarai alakulnak ki. Apja nem engedi érvényesülni, amerikai ösztöndíját elégeti és az angol ösztöndíjat is vissza akarja utasítani, de David fellázad apja zsarnoksága ellen, és elszökik otthonról. Apja ennek következtében kitagadja, és lánytestvéreivel sem tarthatja a kapcsolatot. David leveleit olvasatlanul visszaküldik.
Gillian (Lynn Redgrave), egy asztrológusnő szerelme adja meg neki az erőt, hogy elszakadjon apja emlékétől és visszatérjen a színpadi sikerek világába.

## Szereposztás
| Szereplő                             | Színész             | Magyar hang      |
| ------------------------------------ | ------------------- | ---------------- |
| David Helfgott                       | Geoffrey Rush       | Csankó Zoltán    |
| Peter Helfgott, David apja           | Armin Mueller-Stahl | Tordy Géza       |
| Gillian                              | Lynn Redgrave       | Zsurzs Kati      |
| Cecil Parkes, David tanára Londonban | John Gielgud        | Velenczey István |
| Sylvia                               | Sonia Todd          | Kocsis Mariann   |
| David fiatalon                       | Noah Taylor         | Bolba Tamás      |
| Katharine Susannah Prichard          | Googie Withers      | Kassai Ilona     |
| David kisgyerekként                  | Alex Rafalowicz     | Szvetlov Balázs  |
| Ben Rosen                            | Nicholas Bell       | Blaskó Péter     |

## Fontosabb díjak, jelölések
- Oscar-díj (1996)
  - díj: legjobb férfi főszereplő (Geoffrey Rush)
  - jelölés: legjobb film (Jane Scott)
  - jelölés: legjobb rendező (Scott Hicks)
  - jelölés: legjobb férfi mellékszereplő (Armin Mueller-Stahl)
  - jelölés: legjobb eredeti forgatókönyv (Jan Sardi, Scott Hicks)
  - jelölés: legjobb eredeti filmzene (David Hirschfelder)
  - jelölés: legjobb vágás (Pip Karmel)
- Golden Globe-díj (1997)
  - díj: legjobb férfi főszereplő – filmdráma (Geoffrey Rush)
  - jelölés: legjobb filmdráma
  - jelölés: legjobb filmrendező (Scott Hicks)
  - jelölés: legjobb forgatókönyv (Jan Sardi)